# 湖泊-半島自治市鎮

湖泊-半島自治市鎮在阿拉斯加州的位置

湖泊-半島自治市鎮（英語：Lake and Peninsula Borough）是美國阿拉斯加州一個自治市鎮，由阿拉斯加半島的大部分組成，而半島多湖泊，故得名。面積80,049平方公里。根據美國2000年人口普查，共有人口1,823人。鎮治薩蒙王（King Salmon）位於布里斯托灣自治市鎮。